# Lê Quang Cường
 Lê Quang Cường (sinh năm 1958) là một Giáo sư, tiến sĩ y khoa và chính khách Việt Nam. Ông nguyên là Ủy viên Ban Cán sự Đảng, Thứ trưởng Bộ Y tế.

## Lý lịch và học vấn
Lê Quang Cường sinh ngày 15 tháng 8 năm 1958, quê quán Hà Nội.
Ông có Học hàm học vị: Giáo sư, tiến sĩ y khoa

## Sự nghiệp
Ông từng giữ chức vụ Cục trưởng Cục Công nghệ thông tin, Bộ Y tế.
Từ 4/2007 - 4/2013: được Bộ Y tế bổ nhiệm làm Viện trưởng Viện Chiến lược và Chính sách Y tế.
Ông được phong hàm Giáo sư năm 2010.
Ngày 11/4/2013, theo quyết định 508/QĐ-TTg, Thủ tướng Chính phủ đã bổ nhiệm ông Lê Quang Cường giữ chức Thứ trưởng Bộ Y tế kể từ ngày ký 25/3/2013 cho đến khi hết tuổi làm công tác quản lý từ ngày 1/9/2018.
05-09-2018, Thứ trưởng Bộ Y tế Lê Quang Cường được kéo dài thời gian công tác sau khi hết tuổi làm công tác quản lý để về giảng dạy, nghiên cứu khoa học tại Trường Đại học Y Hà Nội.